# Ochthebius cuprescens
Ochthebius cuprescens är en skalbaggsart som beskrevs av Guillebeau 1893. Ochthebius cuprescens ingår i släktet Ochthebius och familjen vattenbrynsbaggar. Inga underarter finns listade i Catalogue of Life.